# بوب ليهي
بوب ليهي (بالإنجليزية: Bob Leahy)‏ هو لاعب كرة قدم أمريكية أمريكي، ولد في 5 سبتمبر 1946 في ليندينهورست في الولايات المتحدة.

## وصلات خارجية
- بوب ليهي على موقع مرجع كرة القدم المحترفة.كوم (الإنجليزية)